# Sandy Archibald
Pour les articles homonymes, voir Archibald.
Alexander Archibald, couramment appelé Sandy Archibald, est un footballeur international puis entraîneur écossais, né le 23 novembre 1896, à Crossgates (en), Fife et décédé le 29 novembre 1946 . Évoluant au poste d'ailier droit, il est particulièrement connu pour ses saisons aux Rangers. Il fait partie du Rangers FC Hall of Fame.
Il compte 8 sélections pour 1 but inscrit en équipe d'Écosse.

## Biographie

### Carrière en club
Natif de Crossgates (en), Fife, il joue d'abord aux Raith Rovers alors qu'il travaille encore à la mine. Il devient totalement professionnel en signant pour les Rangers en 1917 à l'âge de 20 ans. 
Il restera 17 ans aux Rangers, y remportant 13 titres de champion et 3 Coupes d'Écosse (la première d'entre elles — une victoire 4-0 contre les rivaux du Celtic au cours de laquelle Archibald marqua deux fois — venant après une période de 25 ans de disette en coupe pour les Rangers). Il joua avec les Rangers un total de 654 matches pour 165 buts inscrits (dont 513 matches et 126 buts en championnat).
Après sa retraite de joueur, il se reconvertit comme entraîneur, retournant tout d'abord dans le club de ses débuts, Raith Rovers, avant de s'engager en octobre 1939 pour les rivaux de Dunfermline Athletic, poste qu'il gardera jusqu'à son décès en 1946.

### Carrière internationale
Sandy Archibald reçoit 8 sélections en faveur de l'équipe d'Écosse. Il joue son premier match le 12 février 1921, pour une victoire 2-1, au Pittodrie Stadium d'Aberdeen, contre le Pays de Galles en British Home Championship. Il reçoit sa dernière sélection le 9 avril 1932, pour une défaite 0-3, à Wembley, contre l'Angleterre en British Home Championship. Il inscrit 1 but lors de ses 8 sélections.
Il a connu les 6 premières de ses 8 sélections entre 1921 et 1924 puis une pause de 7 années sans sélection et enfin ses deux dernières sélections en 1931 et 1932.
Il participe avec l'Écosse aux British Home Championship de 1921, 1922, 1923, 1924, 1931 et 1932.

#### Buts internationaux
| no | Date           | Lieu                       | Adversaire     | Évolution | Score final | Compétition               |
| -- | -------------- | -------------------------- | -------------- | --------- | ----------- | ------------------------- |
| 1  | 4 février 1922 | Racecourse Ground, Wrexham | Pays de Galles | 2-1       | 2-1         | British Home Championship |

## Palmarès

### Comme joueur
- Rangers :
  - Champion d'Écosse en 1917-18, 1919-20, 1920-21, 1922-23, 1923-24, 1924-25, 1926-27, 1927-28, 1928-29, 1929-30, 1930-31, 1932-33 et 1933-34
  - Vainqueur de la Coupe d'Écosse en 1928, 1930 et 1932
  - Vainqueur de la Glasgow Cup en 1918, 1923, 1924, 1925, 1930, 1933 et 1934
  - Vainqueur de la Glasgow Merchants Charity Cup en 1919, 1922, 1923, 1925, 1928, 1929, 1930, 1931 et 1932

### Comme entraîneur
- Raith Rovers :
  - Titre de champion de D2 écossaise en 1937-38